# 尤寧 (新罕布什爾州)
尤寧（英語：Union）是位於美國新罕布什爾州卡羅爾縣的普查規定居民點。

## 人口
根據2020年美國人口普查的數據，尤寧的面積為0.81平方千米，皆為陸地。當地共有人口196人，而人口密度為每平方千米241.98人。